# Московское перемирие (1944)
Моско́вское переми́рие было подписано Финляндией с одной стороны и СССР с Великобританией, действовавшими от имени стран, находящихся в состоянии войны с Финляндией, с другой стороны 19 сентября 1944 года и фактически завершило Советско-финскую войну 1941—1944 гг. Состояние войны завершил Парижский мирный договор, подписанный в 1947 году.

## История подписания
В июле 1944, после взятия Выборга, наступление советских войск остановилось. Советское командование начало переброску войск на германское направление и решило ускорить переговоры.
4 августа главнокомандующий финской армией, маршал Карл Густав Эмиль Маннергейм стал президентом Финляндии, сосредоточив таким образом в своих руках и военную, и политическую власть. 24 августа он пригласил в свой салон-вагон, где он практически жил во время приездов в Хельсинки, членов недавно сформированного правительства с премьер-министром Антти Хакцеллем, чтобы решить, каким образом скорее закончить войну.
Об условиях мирных переговоров запросили через чрезвычайного и полномочного посла СССР в Швеции Александру Коллонтай. Ответ Сталина пришёл через пять дней — советское правительство согласилось принять финскую делегацию только при условии, что Финляндия официально объявит о разрыве отношений с Германией и потребует вывода немецких войск со своей территории до 15 сентября.
Было очевидно, что более 200 000 немецких военнослужащих, дислоцированных на севере Финляндии, невозможно эвакуировать или интернировать в течение двух недель. Финляндию косвенно вынуждали к новой войне с Германией, что было во многих смыслах выгодно СССР. Наибольшие сомнения у Маннергейма вызывала необходимость перебросить силы с Карельского перешейка в Лапландию до заключения перемирия.
На совещание были вызваны как члены нового правительства, так и бывший президент Ристо Рюти и бывший премьер-министр Эдвин Линкомиес (Edwin Linkomies) и бывший министр иностранных дел Хенрик Рамсей (Henrik Ramsay). Почти единогласно было решено согласиться на советские условия, поскольку иного выхода найти не удалось.
2 сентября президент Финляндии Густав Маннергейм официально объявил о разрыве отношений с Германией, а на следующий день, 3 сентября, отдал приказ о переброске армейских соединений на север.
Маннергейм предложил Сталину начать отвод финских войск за границы 1940 года с 6 сентября. И обещал, что финны самостоятельно проследят за эвакуацией (или интернированием) немецких частей. В ночь на 4 сентября Маннергейм получил известие, что Сталин принял его предложения. Соглашение о прекращении военных действий должно было вступить в силу наутро, и в 7:00 финские войска, в соответствии с договоренностью, прекратили огонь. Советские войска продолжали воевать на некоторых участках ещё сутки — до 5 сентября.
7 сентября в Москву выехала большая делегация, где были только доверенные Маннергейма — он не включил в состав мирного посольства ни представителей так называемой «мирной оппозиции», ни Паасикиви — любезного Москве бывшего посла Финляндии, опытного и осторожного политика. Делегатов заставили ждать начала переговоров целую неделю; напряжение росло. Советская сторона предлагала уже не мирный договор, а перемирие.

## Условия
Изначально предполагалось, что условия перемирия будут схожи с условиями, принятыми при подписании Московского мирного договора в 1940 году. В итоге выдвинутые Москвой условия оказались тяжелее, чем финны ожидали:
- выплатить контрибуцию в 300 миллионов долларов товарами в течение восьми лет (цена одной унции золота на тот момент составляла 35 долларов).
- сократить армию Финляндии до уровня мирного времени за два с половиной месяца.
- разоружить немецкие войска на территории Финляндии, передать немецких военнопленных СССР и интернировать немецких и венгерских граждан[2].
- разорвать дипломатические отношения с Германией и её союзниками[2].
- возвратить Советскому Союзу область Петсамо (Печенга), добровольно уступленную Финляндии Советским Государством по Мирным Договорам от 14 октября 1920 года и от 12 марта 1940 года[2].
- распустить все прогитлеровские политические, военные, военизированные, а также другие организации, ведущие враждебную Объединенным Нациям, и в частности Советскому Союзу, пропаганду.
- отменить запрет на деятельность коммунистических организаций.
- возвратить в СССР всех его граждан (в том числе эстонцев и 60 тысяч ингерманландцев).
- выявить и судить военных преступников.
- представить СССР в аренду взамен мыса Ханко полуостров Порккала с окрестностями на 50 лет для постройки там военной базы. Это требование было самым неожиданным[1]. СССР стремился контролировать не только Финский залив, но столицу Финляндии, расположенную в 17 км от Порккала[1]. Глава финской делегации премьер-министр Антти Хакцелль, узнав об этом от Молотова всего за несколько часов до начала переговоров, не выдержал — у него случился инсульт[1]. Хакцелля заменил министр иностранных дел Карл Энкель.

Кроме того, к СССР отошли части Карелии, уступленные по мирному договору 1940 года, область Салла и ряд островов в Финском заливе.
Договор о перемирии был подписан 19 сентября 1944 года. Его подписали:
- по уполномочию правительств СССР и Соединенного Королевства — Андрей Жданов
- по уполномочию правительства Финляндии — Карл Энкель, Рудольф Вальден, Эрик Хейнрихс, Оскар Энкель

## Последствия
- По условиям соглашения советские войска занимали оставленную территорию. 26 сентября 1944 года части советской 272-й стрелковой дивизии заняли Лахденпохью.
- 28 сентября 1944 территория Порккала была передана советской стороне. В тот же день произошло первое вооружённое столкновение с немцами в Лапландии — началась Лапландская война.
- 1 октября 1944 советские войска приступили к охране государственной границы, которая снова была перенесена западнее Выборга и пролегла по линии, оговорённой в 1940 году.
- 15 октября 1944 было образовано общество «Финляндия — Советский Союз».
- В ноябре 1944 года по требованию Союзной контрольной комиссии в Финляндии, возглавлявшейся представителем СССР А. А. Ждановым, были распущены Охранный корпус Финляндии, Лотта Свярд, Карельское академическое общество и ряд других военных организаций.
- К концу 1944 года на вновь отошедшую к СССР территорию начало возвращаться эвакуированное в 1941 году гражданское население.
- В 1945-46 прошли суды над военными преступниками. Виновные получили мягкое наказание, а впоследствии помилованы. Никто не был казнён.
- В рамках укрепления советско-финских отношений СССР досрочно отказался от прав на полуостров Порккала в 1956 году[3].
- Несмотря на перемирие, группа финских солдат стала прятать по стране тайники с оружием на случай вторжения СССР с целью оказания сопротивления. После окончания войны в отношении офицеров было возбуждено уголовное дело[англ.]: среди обвинявшихся были полковник Вало Нихтиля, подполковник Уско Хаахти, капитан Лаури Тёрни и полковник Альпо Марттинен.
- В послевоенные годы Финляндия заняла стойкую позицию нейтралитета, сохранив демократический строй и рыночную экономику, но при этом став одним из важнейших партнёров СССР.